# Portuense
Portuense (que significa perteneciente o relativo a una población de nombre Puerto) es un gentilicio para los naturales o vecinos de la ciudad portuguesa de Oporto, El Puerto de Santa María en la provincia española de Cádiz, y Puerto de la Cruz, en la isla de Tenerife (España).
También se denomina portuense a lo relacionado con el equipo de Fútbol Racing Club Portuense.
Se denomina así a los ciudadanos del Puerto de Santa María.